# Tour do Dubai
O Tour do Dubai foi uma corrida por etapas profissional de ciclismo de estrada que se disputou no Dubai entre 2014 e 2018. Em 2019 fundiu-se com o Tour de Abu Dhabi criando-se o UAE Tour.

## Palmarés
| Ano  | Vencedor       | Segundo           | Terceiro            |
| ---- | -------------- | ----------------- | ------------------- |
| 2014 | Taylor Phinney | Steve Cummings    | Lasse Norman Hansen |
| 2015 | Mark Cavendish | John Degenkolb    | Juan José Lobato    |
| 2016 | Marcel Kittel  | Giacomo Nizzolo   | Juan José Lobato    |
| 2017 | Marcel Kittel  | Dylan Groenewegen | John Degenkolb      |
| 2018 | Elia Viviani   | Magnus Cort       | Sonny Colbrelli     |